# Ti Lung
Tommy Tam Fu-Wing, más conocido como Ti Lung o Di Long (狄龍| cantonés: Dik Lung | mandarín: Dí Lóng) (Guangdong el 19 de agosto; otras fuentes: 3 de agosto) de 1946), es un actor chino y estrella del cine de artes marciales, famoso principalmente por una serie de películas que protagonizó para el estudio hongkonés Shaw Brothers.

## Biografía
Educado en Hong Kong, desempeñó diversos trabajos antes de estudiar Wing Chun y probar suerte en el mundo del cine de artes marciales en 1969. Chang Cheh, que por entonces ya era uno de los más reputados directores de los estudios Shaw Bros., quedó tan impresionado con las pruebas de casting que hizo, que inmediatamente decidió darle el papel protagonista de su nueva película Dead End junto a David Chiang. Los estudios le cambiaron el nombre artístico por el de "Di Long" en homenaje a la estrella del cine francés Alain Delon y le firmaron sucesivos contratos hasta el cierre de la compañía en 1985. En estos 15 años Ti trabajó a las órdenes de los más importantes realizadores de Shaw en más de 60 películas, aunque su director más asiduo fue Chang. Sus más importantes trabajos conjuntos fueron The Blood Brothers (1973), Five Shaolin Masters (1974) y Ten Tigers of Kwantung (1979). De su relación con Chu Yuan cabe destacar Clans of Intrigue (1977) y la saga de The Sentimental Swordsman (1977-82). También dirigió un par de películas para Shaw a mediados de la década de los 70.
Finalizado su contrato con Shaw Bros., Ti atravesó un segundo periodo de esplendor gracias al film de John Woo Un mañana mejor. En el año 2000 fue galardonado con el Hong Kong Film Award al Mejor actor de reparto por The Kid, de Jacob Cheung.
Su hijo es el actor Shaun Tam.